# Scopula rubraria
Espèce
Synonymes
- Acidalia attributa Walker, 1861[1]
- Acidalia figlinaria Guenée, 1857[1]
- Acidalia repletaria Walker, 1861[1]
- Fidonia acidaliaria Walker, 1862[1]
- Ptychopoda rubraria Doubleday, 1843[1]

Scopula rubraria est une espèce de lépidoptères (papillons) de la famille des Geometridae vivant sur presque tout le territoire australien.
L'imago a une envergure de 20 mm environ. La chenille se nourrit de plantain lancéolé, Plantago lanceolata.